# Гизевиус, Ханс Бернд
Ханс Бернд Гизевиус (нем. Hans Bernd Gisevius, 14 июля 1904, Арнсберг — 23 февраля 1974, Мюльхайм, Германия) — сотрудник немецкой полиции и абвера армии Германии, один из активных участников заговора против Адольфа Гитлера, агент американской разведки.

## Годы до Второй мировой войны
Родился в дворянской прусской семье офицера. Получил образование дома, затем в юридической школе. В 1933 году поступил на службу в МВД Пруссии и вскоре перешёл в отдел Гестапо. Поддерживал тесные дружеские связи с Ялмаром Шахтом, Хансом Остером, Артуром Небе. Пришёл к выводу об опасности, к которым могла привести для Германии перспектива войны на два фронта, и стал противником агрессивной внешней политики нацистов. Являлся противником милитаризма.

## Во Второй мировой войне
Во время польской кампании 1939 г. перешёл на службу в абвер в качестве зондерфюрера, под начало  адмирала Канариса, который также был тайным противником Гитлера. Канарис направил его на службу вице-консулом в консульство Германии в Цюрихе, где Гизевиус завязал контакты с представителями Ватикана и Алленом Даллесом в 1943 г. Был завербован Управлением стратегических служб США, как агент № 512 передал американцам ряд государственных секретов Германии, в частности о разработках Фау-1 и Фау-2, о дешифровке немцами британских и американских кодов.  
По возвращении из Швейцарии Гизевиус подпал под подозрение гестапо, однако после длительных допросов был всё-таки отпущен.
Узнав о неудаче антинацистского выступления военных 20 июля 1944 года и понимая неизбежность ареста, Гизевиус спрятался в доме своей невесты, швейцарской гражданки Герды Воог, и в 1945 году ещё до окончания войны тайно перебрался в Швейцарию, где сдался швейцарским властям.

## После Второй мировой войны
Гизевиус был одним из ключевых свидетелей на Нюрнбергском процессе, давал показания против Германа Геринга и других руководителей нацистской Германии, при этом защищая Вильгельма Фрика и Ялмара Шахта.
В начале 1950-х краткое время жил в США, но потом вернулся в Европу и до самой смерти жил то в Германии, то в Швейцарии.

## Сочинения
- Гизевиус Г. Б. «До горького конца. Записки заговорщика»[1]

## Память о Гизевиусе
В современной Германии Гизевиус считается одной из наиболее ярких фигур антинацистского сопротивления.